# Łukowice, Tỉnh West Pomeranian
Ukowice [wukɔˈvit͡sɛ] (tiếng Đức: Altenkirchen) là một ngôi làng thuộc khu hành chính của Gmina Cedynia, thuộc quận Gryfino, West Pomeranian Voivodeship, ở phía tây bắc Ba Lan, gần biên giới Đức. Nó nằm khoảng 8 kilômét (5 mi) phía đông bắc Cedynia, 40 km (25 mi) phía nam Gryfino và 60 km (37 mi) phía nam thủ đô khu vực Szczecin.